# Anita Rani
Anita Rani Nazran (geboren op 25 oktober 1977), beter bekend als Anita Rani, is een Britse radio- en televisiepresentatrice.

## Vroege leven
Rani werd geboren in Bradford, West Yorkshire, en groeide op in Heaton en Odsal, als dochter van in India geboren ouders. Haar vader is hindoe en haar moeder sikh.
In een aflevering van Who Do You Think You Are?, die voor het eerst werd uitgezonden op 1 oktober 2015 op BBC One, onderzocht Rani de geschiedenis van haar grootvader van moederskant, Sant Singh (geboren als Sant Ram in Sarhali in 1916, overleden in 1975). Ze kwam met name meer te weten over zijn eerste vrouw en kinderen, die stierven tijdens het geweld van de deling van India in 1947, terwijl hij duizend mijl verderop in Kirkee diende in het Brits-Indische leger, waar hij zich in augustus 1942 bij had aangesloten. Rani ontdekte dat haar grootvader van moederskant geboren was in een hindoeïstische Taggar-familie, maar zich als jongeman tot het sikhisme bekeerde, in overeenstemming met een destijds gangbare gewoonte. Hij bleef na de Indiase onafhankelijkheid dienen in het Indiase leger en ging in 1970 met pensioen als subedar (gelijk aan een adjudant).
Rani volgde onderwijs aan de Bradford Girls' Grammar School, een onafhankelijke school. Rani ontwikkelde al vroeg een interesse in journalistiek en presenteerde haar eerste programma op 14-jarige leeftijd op Sunrise Radio. Ze ging naar de Universiteit van Leeds, waar ze omroepkunde studeerde.